# Тимашук, Лидия Феодосьевна
Ли́дия Феодо́сьевна (Федосе́евна) Тимашу́к (Тимошу́к) (1898—1983) — советский врач-кардиолог. Её письмо о неправильном лечении члена Политбюро ЦК ВКП(б) Андрея Жданова было использовано советскими властями в 1953 году при фабрикации «дела врачей» и в организованной в СССР с помощью этого дела антисемитской кампании.

## Биография
Родилась 21 ноября 1898 года в Брест-Литовске в семье унтер-офицера. Трудовую жизнь начала в Самаре: училась и одновременно работала в городской управе. Поступила в Самарский университет на медицинский факультет, а в 1920 году была мобилизована на борьбу с эпидемией сыпного тифа и холеры.

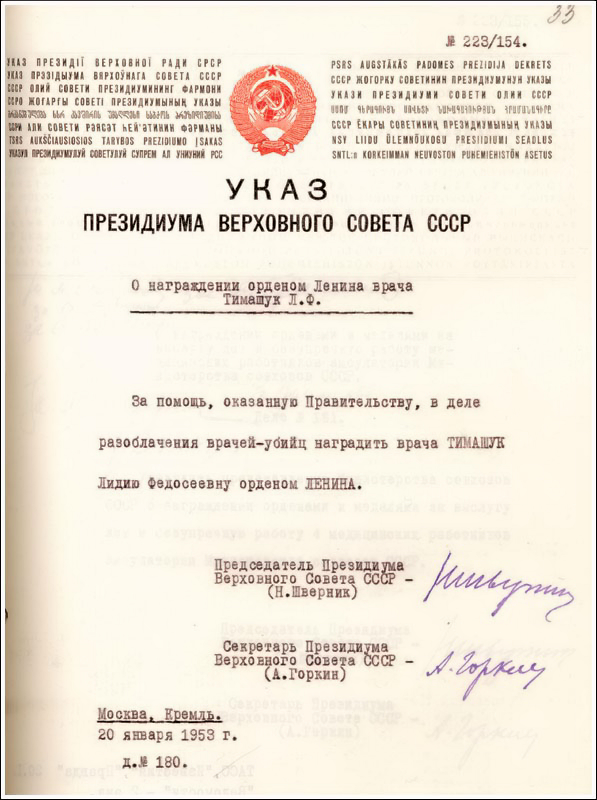
Указ о награждении Тимашук орденом Ленина

После Гражданской войны жила в Петрограде, а затем переехала в Москву, где завершила своё медицинское образование (медфак Первого МГУ, 1926 г.) и начала работать врачом Кремлёвской больницы, а затем заведующей отделением в Лечебно-санитарном управлении (Лечсанупре) Наркомата здравоохранения РСФСР, затем Наркомздрава СССР, а впоследствии в 4-м Главном управлении при Минздраве СССР) до выхода на пенсию в мае 1964 года.
Скончалась 6 сентября 1983 года.

### Участие в «деле врачей»
28 августа 1948 года Л.Ф. Тимашук, работавшая в то время в должности заведующей отделом функциональной диагностики Лечсанупра, после снятия кардиограммы у А. А. Жданова на его даче записала в заключении диагноз «инфаркт миокарда».
Однако присутствовавшие известные медики профессора П. И. Егоров, В. Н. Виноградов и врач Г. И. Майоров вынудили её переписать заключение, исключив из него слово «инфаркт», и назначили лечение, категорически противопоказанное при данном заболевании, которого они, на основании клинической картины, не находили.
Тогда Тимашук направила письмо, в котором она поставила в известность о случившемся вышестоящее начальство. Поскольку Лечсанупр в это время подчинялся не Минздраву СССР, а МГБ СССР, то письмо было направлено Н. С. Власику, начальнику Главного управления охраны МГБ СССР (впоследствии 9-е управление КГБ СССР). Однако не разбиравшиеся в медицинских вопросах сотрудники МГБ СССР перенаправили её письмо тому, на кого она жаловалась, — начальнику Лечсанупра Кремля П. И. Егорову.
В результате Тимашук, понизив в должности, перевели в филиал поликлиники. Тогда она направила второе и третье письмо секретарю ЦК ВКП(б) А. А. Кузнецову, где повторила многое из своего первого письма. Но Кузнецов на её письма не ответил.
31 августа 1948 года А. А. Жданов умер от инфаркта. По данным Ф. М. Лясса, основанным на экспертизе ЭКГ, проведённой группой израильских врачей, такая ЭКГ может быть не только при инфаркте, но и при острой ишемии, поэтому некорректно ставить диагноз «инфаркт миокарда» на основании только ЭКГ, без учёта клинической картины.
Четыре года письма Тимашук лежали в архиве. Но в августе 1952 года её неожиданно вызвали в МГБ и попросили подробно рассказать, что происходило на даче Жданова незадолго до его смерти. Она рассказала, и вскоре начались аресты врачей Лечсанупра Кремля.
В умышленном игнорировании инфаркта «признался» один из обвиняемых по делу врачей академик АМН СССР В. Н. Виноградов, но сделал это под пытками.
Как отмечает ряд исследователей, в частности, Г. В. Костырченко, этот нашумевший процесс был первой частью спланированной операции по отстранению части правящей в СССР верхушки: в связи с «делом врачей» значительно ослабло влияние В. М. Молотова, А. И. Микояна, К. Е. Ворошилова и Л. М. Кагановича. В то же время подготовке процесса оказывалось неявное, но весьма сильное противодействие в верхах. За границей сообщение о подготовке процесса вызвало решительные протесты.

### Государственные награды
20 января 1953 года указом ПВС СССР Л. Ф. Тимашук была награждена орденом Ленина «за помощь, оказанную Правительству в деле разоблачения врачей-убийц». «Заслуги» Тимашук были преувеличены сверх всякой меры. Месяц спустя в газете «Правда» была опубликована статья Ольги Чечёткиной «Почта Лидии Тимашук»:

Ещё совсем недавно мы не знали этой женщины… теперь имя врача Лидии Федосеевны Тимашук стало символом советского патриотизма, высокой бдительности, непримиримой, мужественной борьбы с врагами нашей Родины. Она помогла сорвать маску с американских наймитов, извергов, использовавших белый халат врача для умерщвления советских людей. Весть о награждении Л.Ф. Тимашук высшей наградой — орденом Ленина — за помощь в разоблачении трижды проклятых врачей-убийц облетела всю нашу страну. Лидия Федосеевна стала близким и дорогим человеком для миллионов советских людей.

После смерти Сталина 3 апреля 1953 года состоялось заседание Президиума ЦК КПСС, принявшего решение о прекращении «дела врачей-вредителей». В соответствии с данным решением Тимашук была лишена ордена Ленина «в связи с выявившимися в настоящее время действительными обстоятельствами», о чём говорит опубликованное в газете «Правда» от 4 апреля № 94 (12662) сообщение об Указе ПВС СССР от 3 апреля 1953 г. № 125/32, отменившего Указ от 20 января 1953 года о её награждении .
Летом 1954 года её наградили другим орденом — Трудового Красного Знамени — «за долгую и безупречную службу».

## Оценки деятельности
На XX съезде КПСС в 1956 году Никита Хрущёв зачитал доклад «О культе личности и его последствиях». В нём была упомянута и Лидия Тимашук:

«Следует также напомнить, о „деле врачей-вредителей“ (Движение в зале). Собственно, никакого „дела“ не было, кроме заявления врача Тимашук, которая, может быть под влиянием кого-нибудь или по указанию (ведь она была негласным сотрудником органов госбезопасности), написала Сталину письмо, в котором заявляла, что врачи, якобы, применяют неправильные методы лечения»
Несмотря на то, что доклад был секретным, через несколько недель десятки миллионов советских людей узнали то, что было сообщено только самым доверенным членам партии.
После этого Тимашук, которая после краткого периода всесоюзной славы, которая обрушилась на неё в январе-марте 1953 года (её называли спасительницей Отечества, сравнивали с Жанной д’Арк, советской Орлеанской девой и т. п.) и после периода резкого забвения в 1953—1956 гг., получила устойчивую мрачную репутацию доносчицы-осведомительницы и антисемитки, погрузилась в атмосферу всеобщего презрения вокруг себя, особенно когда осужденные врачи вышли из тюрем. Она длительное время направляла обращения в ЦК КПСС, безуспешно до самой своей смерти добиваясь политической и моральной реабилитации в глазах общества.
По мнению публициста Михаила Хейфеца,

Если объективно взглянуть на «дело врачей», то упрекнуть Лидию Федосеевну не в чем. Она как врач поставила диагноз, который считала правильным, не побоялась его отстаивать, несмотря на гнев вышестоящего начальства, что обернулось для неё опалой. Письма, написанные ей в вышестоящие инстанции — это настойчивость человека, болеющего за дело, которому посвящена вся жизнь, а вовсе не донос мстительной и завистливой к успехам других неудачницы, как это было представлено позднее.
— Проклятый доктор. Как Лидия Тимашук стала заложником «дела врачей»
Однако, новые исторические публикации не дают оснований для реабилитирующих оценок. Так, согласно заключению отдела Административных органов ЦК КПСС, составленному 27 июня 1966 г. в ответ на обращения Тимашук Л. Ф., в том числе адресованному XXIII съезду КПСС, и подписанному заместителем заведующего отделом Грачевым С. и заведующим сектором органов госбезопасности этого отдела Малыгиным А. следует:

«<…> Из материалов, хранящихся в КГБ при Совете Министров СССР, видно, что Тимашук с 1943 г. по июнь 1953 г. являлась секретным сотрудником органов НКВД-МГБ. В своих донесениях она сообщала о недостатках в работе кремлевской больницы, об отдельных случаях ошибочно поставленных диагнозов, о недобросовестном отношении к служебным обязанностям некоторых сотрудников Лечсанупра Кремля.
<…> Таким образом, из материалов, хранящихся в КГБ при Совете Министров СССР, видно, что заявления и агентурные донесения Тимашук не явились причиной возникновения так называемого „дела врачей“. Однако её письма (1948 г.) и показания (1951—1952 гг.) следствие использовало как одно из доказательств неправильного лечения врачами т.т. Жданова, Щербакова и Димитрова.
<…> Отдел административных органов ЦК КПСС и КГБ при Совете Министров СССР считают нецелесообразным публиковать в печати какие-либо материалы, связанные с так называемым „делом врачей“ и ролью в этом деле Тимашук, о чём полагали бы дать ей необходимые разъяснения в Отделе.

Что касается просьбы Тимашук об улучшении её жилищных условий и назначении персональной пенсии полагали бы возможным поручить рассмотреть эти вопросы Исполкому Моссовета и Министерству здравоохранения СССР.»
Внепротокольным решением Политбюро ЦК КПСС заключение отдела Административных органов ЦК КПСС было утверждено.

## В художественной литературе
В роли второстепенного персонажа выведена под именем Людмила Ковшук в романе братьев Вайнеров «Евангелие от палача». По сюжету романа чекисты-рюминцы, страшась возмездия, в марте-апреле 1953 года заметают следы своих гнусных злодеяний и ликвидируют своих осведомителей-соучастников, инсценируя ее смерть в результате дорожно-транспортного происшествия (так в романе нашел свое отражение слух о смерти Тимашук Л. Ф., имевший хождение в СССР в 1953—1956 г.г.).
В романе братьев Стругацких «Град обреченный»: «Ты лучше вспомни, как у врача Тимашук орден отобрали, — сказал Изя.
Но Андрей не знал, кто такая врач Тимашук».